# Ordem Real do Butão
A Ordem Real do Butão (em dzongkha: Druk Thuksey / Druk Thugsey, lit. "Coração Filho do Dragão do Trovão") é uma medalha concedida pelo Rei do Butão. Foi fundado por Jigme Dorji Wangchuck em 1966 e redesenhado em 2008.

## Condecoração
É concedido a pessoas que contribuíram de diversas maneiras para o desenvolvimento e crescimento socioeconômico, religioso e político do Butão. Pode ser apresentado tanto a cidadãos butaneses como a estrangeiros.

### Insígnia
A medalha consiste em uma única classe composta por um distintivo no pescoço suspenso por um colar e uma miniatura correspondente contida em um estojo com a cruz dorjee e o nome do condecorado em bloco dourado na tampa.
O emblema de 65 mm consiste em um grande anel externo com dorjees cruzados em prata e oito pétalas de lótus douradas colocadas entre eles, com um círculo esmaltado vermelho em seu interior, dentro do qual um esmalte amarelo traz um retrato dourado do Rei.

## Destinatários notáveis
- William Mackey, padre católico e educador jesuíta;
- Jigme Thinley, ex-primeiro ministro;
- Druk Air, companhia aérea;
- Pawo Choyning Dorji, cineasta.